# Kabinett Mbeki II
Die Mitglieder des Kabinett Mbeki II kamen nach der Parlamentswahl vom 14. April 2004 in ihre Regierungsämter. Die Amtsperiode endete 2008. Präsident der Republik Südafrika und Regierungschef war Thabo Mbeki. Seine Wahl erfolgte am 23. April 2004 im Parlament (vereidigt am 27. April).

## Kabinettszusammensetzung
Die nachfolgende Tabelle stellt im Kern die Zusammensetzung des Kabinetts nach Quellenlage von 2004 dar.
| Geschäftsbereich                                                             | Minister                                                                   | Vizeminister                     |
| ---------------------------------------------------------------------------- | -------------------------------------------------------------------------- | -------------------------------- |
| Präsident der Republik Südafrika / President of the Republic of South Africa | Thabo Mbeki                                                                | siehe nächste Zeile              |
| Vizepräsident / Deputy president                                             | Jacob Zuma (bis 14. Juni 2005) Phumzile Mlambo-Ngcuka (seit 22. Juni 2005) |                                  |
| Minister des Präsidentenamts / Minister of the Presidency                    | Essop Pahad                                                                |                                  |
| Landwirtschaft und Landfragen / Agriculture and Land                         | Thoko Didiza Lulama Xingwana (seit 22. Mai 2006)                           | Dirk du Toit                     |
| Kunst und Kultur / Arts and Culture                                          | Pallo Jordan                                                               | Ntombazana Botha                 |
| Kommunikation / Communications                                               | Ivy Matsepe-Casaburri                                                      | Radhakrishna 'Roy' Padayachee    |
| Strafvollzug / Correctional Services                                         | Ngconde Balfour                                                            | Cheryl Gillwald                  |
| Verteidigung / Defence                                                       | Mosiuoa Lekota                                                             | Mluleki George                   |
| Bildung / Education                                                          | Naledi Pandor                                                              | Enver Surty                      |
| Umwelt und Tourismus / Environment and Tourism                               | Marthinus van Schalkwyk                                                    | Joyce Mabudafhasi                |
| Finanzen / Finance                                                           | Trevor Manuel                                                              | Jabu Moleketi                    |
| Internationale Angelegenheiten / Foreign Affairs                             | Nkosazana Dlamini-Zuma                                                     | Aziz Pahad und Sue van der Merwe |
| Gesundheit / Health                                                          | Manto Tshabalala-Msimang                                                   | Nozizwe Madlala-Routledge        |
| Innere Angelegenheiten / Home Affairs                                        | Nosiviwe Mapisa-Nqakula                                                    | Malusi Gigaba                    |
| Wohnungsbau / Housing                                                        | Lindiwe Sisulu                                                             |                                  |
| Nachrichtendienst / Intelligence                                             | Ronnie Kasrils                                                             |                                  |
| Justiz und Verfassung / Justice and Constitutional                           | Bridgette Mabandla                                                         | Johnny de Lange                  |
| Arbeit / Labour                                                              | Membathisi Mdladlana                                                       |                                  |
| Bodenschätze und Energie / Minerals & Energy                                 | Phumzile Mlambo-Ngcuka Patience Sonjica (seit 22. Mai 2006)                | Lulu Xingwana                    |
| Provinz- und Lokalangelegenheiten / Provincial and Local                     | Sydney Mufamadi                                                            | Nomatyala Hangana                |
| Öffentliche Unternehmen / Public Enterprises                                 | Alec Erwin                                                                 |                                  |
| Öffentlicher Dienst und Verwaltung / Public Service and Administration       | Geraldine Fraser-Moleketi                                                  |                                  |
| Öffentliche Arbeiten / Public Works                                          | Stella Sigcau († 7. Mai 2006) Thoko Didiza (seit 22. Mai 2006)             | Musa Zondi                       |
| Sicherheit / Safety and Security                                             | Charles Nqakula                                                            | Susan Shabangu                   |
| Wissenschaft und Technologie / Science and Technology                        | Mosibudi Mangena                                                           | Derek Hanekom                    |
| Soziale Entwicklung / Social Development                                     | Zola Skweyiya                                                              | Jean Benjamin                    |
| Sport und Erholung / Sport and Recreation                                    | Makhenkesi Arnold Stofile                                                  | Vincent Ngema                    |
| Handel und Industrie / Trade and Industry                                    | Mandisi Mpahlwa                                                            | Lindi Hendricks                  |
| Verkehr / Transport                                                          | Jeff Radebe                                                                |                                  |
| Wasser und Forsten / Water and Forestry                                      | Buyi Sonjica Lindiwe Hendricks (seit 22. Mai 2006)                         |                                  |